# Bittacomorphella nipponensis
Bittacomorphella nipponensis är en tvåvingeart som beskrevs av Alexander 1924. Bittacomorphella nipponensis ingår i släktet Bittacomorphella och familjen glansmyggor. Inga underarter finns listade i Catalogue of Life.